# 三重町站
三重町站（日语：／ Miemachi eki */?）是位於大分縣豐後大野市三重町赤嶺，九州旅客鐵道（JR九州）的豐肥本線車站。
此站是豐後大野市的中心車站，包括特急列車在內所有列車停靠此站。

## 歷史
- 1921年（大正10年）3月27日：犬飼輕便線犬飼至此站之間開通，此站啟用[2]。
- 1922年（大正11年）11月23日：此站至緒方站之間開通[2]。
- 1928年（昭和3年）12月2日：路線改名為豐肥本線[2]。
- 1984年（昭和59年）2月1日：結束貨物起卸業務[5]。
- 1985年（昭和60年）2月1日：設置自動售票機[5]。
- 1987年（昭和62年）4月1日：伴隨國鐵分割民營化，車站由九州旅客鐵道（JR九州）營運[6][7][8][2]。
- 1988年（昭和63年）4月1日：翻新車站大樓[9]。
- 2017年（平成29年）
  - 9月17日：受到超強颱風泰利影響，阿蘇站至中判田站之間不能通行，車站暫停營業[10][11]。
  - 9月19日：中判田站至豐後竹田站之間安排代行的士運送[12][13]。
  - 9月22日：阿蘇站至此站之間重開[14][15]。
  - 10月2日：此站至中判田站之間重開[16]。

## 車站構造
車站是一座地面車站，設有1面1線的單式月台和1面2線的島式月台，共有2面3線的月台。各月台之間設有跨線橋連接。車站大樓在車站啟用時已經存在，後來在1988年進行翻新，改裝為西式三角屋根建築物。在2016年，車站大樓外觀塗裝改為棕色和奶油色。
此站是業務委託車站，委托了JR九州鐵道營業負責車站業務，此站設有綠色窗口和自動售票機。曾經此站設有商店和Kiosk。在一人控制計算車費方面，此站起往犬飼、大分方向為都市型一人控制方式（不使用整理券和車費箱）。
以2023年11月的時刻表，豐肥本線上行列車有八班以本站為終點站，其中末班車到達時間為凌晨0時14分。平日早上6時時段有1班列車以本站為始發站前往豐後竹田。

### 月台
| 月台 | 路線      | 上下行 | 方向           |
| ---- | --------- | ------ | -------------- |
| 1    | ■豐肥本線 | 上行   | 宮地、熊本方向 |
| 1    | ■豐肥本線 | 下行   | 大分方向       |
| 2、3 | ■豐肥本線 | 下行   | 大分方向       |

## 使用狀況
在2019年度，1日平均乘車人次為832人（比前年度少19人）。
| 乘車人次變化 | 乘車人次變化 |
| 年度         | 1日平均人次  |
| ------------ | ------------ |
| 2000         | 1,026        |
| 2001         | 990          |
| 2002         | 965          |
| 2003         | 904          |
| 2004         | 924          |
| 2005         | 873          |
| 2006         | 897          |
| 2007         | 925          |
| 2008         | 920          |
| 2009         | 875          |
| 2010         | 882          |
| 2011         | 869          |
| 2012         | 871          |
| 2013         | 874          |
| 2014         | 802          |
| 2015         | 864          |
| 2016         | 844          |
| 2017         | 855          |
| 2018         | 851          |
| 2019         | 832          |

## 車站周邊
車站出口正面側（南邊）為豐後大野市中心。車站周邊設有商店街和住宅區。車站正面的縣道向南前進700米可到達國道326號交界，在國道上設有政府機構。

### 站前
- 站前通商店街
  - 三重郵局（日语：三重郵便局 (大分県)）
  - 大分銀行三重分店
- 上赤商店街
  - 丸宮商店（日语：マルミヤストア）三重店（舊・壽屋）

### 周邊地區
- 豐後大野市政廳（舊・三重町（日语：三重町）公所）
- 大分縣豐後大野綜合廳舍
- 三重稅務署
- 豐後大野勞動基準監督署
- Hello Work三重
- 大分地方法務局三重出張所
- 大分少年院（日语：福岡矯正管区）
- 豐後大野市綜合文化中心（日语：豊後大野市総合文化センター）
- 豐後大野市三重綜合競技場
- Fresh Land三重（大原綜合體育館）
- 大分縣立農業大學
- 大分縣立三重高等學校（日语：大分県立三重高等学校）
- 大分縣立三重綜合高等學校（日语：大分県立三重総合高等学校）
- 豐後大野市立三重第一小學
- JA豐後大野三重
- 九州勞動金庫（日语：九州労働金庫）三重分店
- 大分縣信用組合（日语：大分県信用組合）三重分店
- 三重町商店街
- 常盤工業（日语：トキハインダストリー）　三重店
- 大野竹田巴士（日语：大野竹田バス）總部
- 國道326號（日语：国道326号）
- Frespo豐後大野（日语：フレスポ豊後大野）

## 巴士路線
曾經JR九州巴士臼三線於車站入口旁設站，路線於2007年4月1日廢止。路線現時由大野交通（現時：大野竹田巴士）和臼津交通繼承，與其他路線同樣經「三重站前」巴士站（起終點站為「大野竹田巴士總部前」）。
- 「三重站前」巴士站（車站正面步行1分鐘）
  - 監督署前、菅尾站前、犬飼站方向（大野竹田巴士（日语：大野竹田バス））
  - 監督署前、菅尾站前、野津南、野津市、臼杵石佛（日语：臼杵磨崖仏）、臼杵站方向（臼三線替代路線）（大野竹田巴士、臼津交通（日语：臼津交通））
  - 監督署前、內山觀音、小野市、宇目振興局、重岡站方向（大野竹田巴士）)
  - 市原、監督署前、向田團地前、川邊、矢田、田中、清川站、市民醫院方向（大野竹田巴士）
  - 內田方向（大野竹田巴士）
  - 辻、新殿、高添、犬飼站方向（大野竹田巴士）

## 相鄰車站
九州旅客鐵道（JR九州）
■豐肥本線
- 特急「九州橫斷特急」停車站

豐後清川－三重町－菅尾

## 注腳
1. 1 2 3 4 5 6 7 8  . 週刊朝日百科. 38号 大分駅・由布院駅・田主丸駅ほか. 朝日新聞出版. 2013-05-12: 25 （日语）.
2. 1 2 3 4 5  曾根悟（監修）. 朝日新聞出版分冊百科編集部（編集） , 编. . 週刊朝日百科. 27号・豊肥本線／久大本線. 朝日新聞出版. 2010-01-24: 14–15 （日语）.
3. ↑   (PDF). 九州旅客鉄道.   [2020-12-27]. （原始内容存档 (PDF)于2020-08-24） （日语）.
4. 1 2  . JR九州鉄道営業.   [2017-06-03]. （原始内容存档于2019-04-06） （日语）.
5. 1 2  荘田啓介. . 大分合同新聞社. 1987-02: 314 （日语）.
6. ↑  九州鉄道百年祭実行委員会・百年史編纂部会 (编).  初版. 九州旅客鉄道. 1988: 181 （日语）.
7. ↑  『交通年鑑 昭和63年版』 交通協力會，1988年3月。
8. ↑  今村都南雄 『民営化の效果と現実NTTとJR』 中央法規出版，1997年8月。ISBN 978-4805840863
9. 1 2  . 大分合同新聞（朝刊） (大分合同新聞社). 1988-03-31: 11 （日语）.
10. ↑  台風18号に伴う、9月19日（火）の運転状況について　【9月19日3:30現在】PDF（日語） - 九州旅客鐵道（2017年9月19日發表，同日參閲）
11. ↑   (pdf) (新闻稿). 國土交通省. 2017-09-19  [2017-09-23]. （原始内容存档 (PDF)于2017-09-20） （日语）. 鉄道関係
12. ↑  鉄道代行輸送についてのご案内PDF-九州旅客鐵道（2017年9月19日，同日參閲）
13. ↑  . 大分合同新聞. 2017-09-19: 11（夕刊） （日语）.
14. ↑  日豊本線・豊肥本線（大分～阿蘇間）の運転計画について（お知らせ）PDF（日語）九州旅客鐵道（2017年9月22日發表，同日參閲）
15. ↑  . Response. (株式会社イード). 2017-09-22  [2017-09-23]. （原始内容存档于2017-09-23） （日语）.
16. ↑   (PDF). 九州旅客鉄道. 2017-09-29  [2017-10-01]. （原始内容 (PDF)存档于2017-09-30） （日语）.
17. ↑  大分縣統計年鑑

## 外部連結
- 三重町（車站資訊） - 九州旅客鐵道（日語）